# Miguel M. Nougués
Miguel Macedonio del corazón de Jesús Nougués (San Miguel de Tucumán, 18 de marzo de 1844-Buenos Aires, 19 de abril de 1900) fue un abogado, político e industrial azucarero argentino, gobernador de Tucumán (1880-1882), senador nacional (1883-1892) y presidente interino de la República Argentina (1891, 1892). Es el primero de una dinastía, que continúa hasta la actualidad con Miguel Felipe Nouguès (el sexto Miguel Nouguès consecutivo, nacido en 2017).

## Biografía
Nació el 18 de marzo de 1844 en San Miguel de Tucumán, hijo de Josefa Romero y de Jean Nougués, oriundo de Boutx (Francia) y fundador del ingenio San Pablo. Estudió en el Colegio del Uruguay. Se doctoró en Jurisprudencia en la Universidad Nacional de Córdoba, siendo secretario de la Convención Constituyente de Córdoba en 1867. En 1870 fue elegido diputado nacional por Tucumán. En 1876, fue ministro general del gobernador Tiburcio Padilla, y en 1880 resultó elegido gobernador de Tucumán. En ese mismo año contrajo matrimonio con Amalia de Oromí Saavedra, nieta del general Cornelio Saavedra. Durante su mandato, que estuvo signado por la obra pública y la preocupación por la educación, se organizaron la Oficina de Estadísticas y el Departamento Topográfico, se edificó la nueva cárcel, se redactó la Memoria histórica y descriptiva de la provincia de Tucumán por una comisión dirigida por Paul Groussac. Concluida su gestión ejecutiva en Tucumán, se desempeñó como senador nacional entre 1883 y 1892. Fue designado presidente provisional del Senado de la Nación Argentina en 1891, y en ese carácter ejerció interinamente la presidencia de la Nación Argentina durante las ausencias de Carlos Pellegrini en octubre de 1891 y en enero de 1892. Además, fue director del Banco Hipotecario Nacional. Falleció en 1900, a los 56 años de edad.